# Sarabande
Sarabande — второй сольный студийный альбом английского композитора и клавишника, участника группы Deep Purple Джона Лорда, вышедший в 1976 году.

## Об альбоме
Диск записан в Германии близ Дюссельдорфа. В альбоме звучит музыка Джона Лорда в исполнении оркестра и группы. Дирижёр — Eberhard Schoener.

## Список композиций
1. Fantasia (3:30)
2. Sarabande (7:20)
3. Aria (3:42)
4. Gigue (11:06)
5. Bourée (11:00)
6. Pavane (7:35)
7. Caprice (3:12)
8. Finale (2:03)

## Участники записи
- Jon Lord — Hammond organ, пианино, clavinet synthesizers
- Paul Karass — бас-гитара
- Mark Nauseef — перкуссия
- Andy Summers — гитара
- Pete York — ударные, перкуссия
- Philharmonia Hungarica под управлением Eberhard Schoener